# 梅切らぬバカ
『梅切らぬバカ』（うめきらぬバカ）は、2021年11月12日に公開された日本映画。監督・脚本は和島香太郎。加賀まりこと塚地武雅が親子役を演じ、加賀にとっては『濡れた逢びき』以来54年ぶりの映画主演作となる。文化庁委託事業「ndjc:若手映画作家育成プロジェクト2020」長編映画の実地研修完成作品および第24回上海国際映画祭 GALA部門正式出品。
老いた母親と自閉症を抱えるの息子の日常と、彼らと関わる周囲の人たちも交えた人間模様を描く。タイトルは「樹木にはそれぞれ特徴や性格があり、それらに合わせて世話をしないとうまく育たない」という戒めから転じて「人間の教育においても自由に枝を伸ばしてあげることが必要な場合と手をかけて育ててあげることが必要な場合がある」という意味のことわざ「桜切る馬鹿、梅切らぬ馬鹿(桜は剪定すると腐りやすく、梅は剪定しないと樹形が崩れて花や実付きが悪くなるため)」に由来する。

## あらすじ
老婦人の山田珠子は、重度の自閉症を抱える息子の忠男と2人で暮らしていた。隣家に越して来る里村一家。奥まった里村家に続く路地には、山田家の梅の枝が大きく張り出し、邪魔になっていた。梅の枝を切ろうとすると、忠男がパニックを起こすことを知る里村一家。
高齢の珠子は、50歳になった忠男の将来を案じ、近所のグループホームの世話になることを決めて別居した。知的障害者ばかりが暮らすホームは、町の人々から煙たがられ、郊外への移転を求められていた。夜にホームを抜け出し、母の家に帰ろうと無心に歩き出す忠男。
里村家の息子で小学生の草太は、塾帰りの夜道で顔見知りの忠男と出会った。忠男を誘い、遊び始める草太。乗馬クラブの可愛いポニーを連れ出し、引いて歩いていると、厩務員に見つかり、忠男だけが捕まってしまった。
忠男の騒ぎのせいで、グループホームの移転問題が加速した。責任を感じ、自分だけ逃げたことを両親に打ち明ける草太。草太の父の茂は親としての責任を感じ、山田家に謝罪に赴いた。そこには、息子の草太と妻の英子も来ていた。日ごろ、家のことを全く省みない茂が、謝罪に訪れた姿を見て、夫を、父を、見直す英子と草太。
忠男は実家に戻り、珠子の寂しい一人暮らしも、とりあえず終りを告げた。

## キャスト
- 山田珠子：加賀まりこ
- 山田忠男：塚地武雅（ドランクドラゴン）[3]
- 里村茂：渡辺いっけい[6]
- 里村英子：森口瑤子[6]
- 里村草太：斎藤汰鷹[3]
- 哲さん：徳井優
- 自治会長： 広岡由里子
- 北山雅康
- 真魚
- 木下あかり
- グループホームの隣の家の主：鶴田忍
- 永嶋柊吾
- 大地泰仁
- 渡辺穣
- 三浦景虎
- 吉田久美
- 辻本みず希
- 大津進：林家正蔵[6]
- 今井奈津子：高島礼子[6]

## スタッフ
- 監督・脚本：和島香太郎
- 製作代表：松谷孝征
- エグゼクティブプロデューサー：市井三衛、槙田寿文、小西啓介
- プロデューサー：本間英行、根津勝、矢島孝、深澤宏
- 共同プロデューサー：杉本雄介
- 音楽：石川ハルミツ
- 撮影：沖村志宏
- 照明：土山正人
- 録音：猪股正幸
- 編集：杉本博史
- 装飾：高橋光
- 記録：工藤みずほ
- 助監督：富澤昭文
- 音楽プロデューサー：木村学
- 音響効果：勝亦さくら
- ミュージックエディター：大森力也
- 制作担当：村山大輔
- 制作主任：入交祥子
- ラインプロデューサー：岩田均
- 配給・宣伝：ハピネットファントム・スタジオ
- 制作協力：松竹撮影所
- 製作：「梅切らぬバカ」フィルムプロジェクト（映像産業振興機構（VIPO）、ハピネットファントム・スタジオ）